# شهباز آفریقایی
شهباز آفریقایی (نام علمی: Accipiter tachiro) نام یک گونه از سرده باز است. باز آفریقایی یک پرنده با اندازه متوسط می‌باشد. پشت و بال‌های این پرنده به رنگ نقره‌ای با یک دم کوتاه می‌باشد. وزن ماده‌ها ۲۷۰—۵۱۰ گرم، وزن پرهایش ۱۵۰–۳۴۰ گرم است. اندازه بال‌های این پرنده برای جنس ماده ۱۷۲–۲۲۵ میلی‌متر و برای نرها ۲۱۱–۲۷۵ میلی‌متر می‌باشد.
پراکنش از کیپ غربی در آفریقای جنوبی تا جمهوری دموکراتیک کنگو است.